# NGC 3563
NGC 3563 (ook wel NGC 3563A) is een lensvormig sterrenstelsel in het sterrenbeeld Leeuw. Het hemelobject werd op 18 maart 1869 ontdekt door de Duits-Baltische astronoom Otto Wilhelm von Struve. Het ligt in de buurt van NGC 3563B

## Synoniemen
- NGC 3563A
- KCPG 277B
- UGC 6234
- ZWG 156.14
- MCG 5-27-14
- NPM1G +27.0306
- PGC 34025